# Calonne-Ricouart
Calonne-Ricouart település Franciaországban, Pas-de-Calais megyében. Lakosainak száma 5416 fő (2022. január 1.). Calonne-Ricouart Auchel, Marles-les-Mines, Bruay-la-Buissière, Camblain-Châtelain, Cauchy-à-la-Tour és Divion községekkel határos.

## Népesség
A település népességének változása:
| Lakosok száma | 5563 | 5478 | 5499 | 5454 | 5520 | 5507 | 5511 | 5463 | 5416 |
|               | 2013 | 2015 | 2016 | 2017 | 2018 | 2019 | 2020 | 2021 | 2022 |

## Híres személyek
- itt született Maryan Synakowski (1936–2021) válogatott francia labdarúgó